# Aethesoides
Aethesoides là một chi bướm đêm thuộc phân họ Tortricinae của họ Tortricidae.

## Các loài
- Aethesoides allodapa Razowski, 1986
- Aethesoides chalcospila (Meyrick, 1932)
- Aethesoides columbiana Razowski, 1967
- Aethesoides distigmatana (Walsingham, 1897)
- Aethesoides enclitica (Meyrick, 1917)
- Aethesoides hondurasica Razowski, 1986
- Aethesoides inanita Razowski & Becker, 1986
- Aethesoides mexicana Razowski, 1986
- Aethesoides stellans Razowski & Becker, 1994
- Aethesoides timia Razowski & Becker, 1986